# Ron Fricke
Ron Fricke es un cineasta estadounidense, reconocido sobre todo por ser uno de los maestros en la dirección fotográfica, faceta que puede ser admirada en la primera película de la Trilogía qatsi: Koyaanisqatsi del director Godfrey Reggio. Sus primeras contribuciones como director las haría con Chronos (1985) y Sacred Site (1986). Sin embargo, no sería hasta 1992 cuando alcanzaría gran fama con su película Baraka en la que utilizó una cámara de 70mm diseñada por él mismo. Samsara es su último filme, estrenada en 2011.

## Filmografía

### Como director
- Chronos (1985)
- Sacred Site (1986)
- Baraka (1992)
- Samsara (2012)

### Como director de fotografía
- Koyaanisqatsi (1982)
- Atomic Artist (1982)
- Chronos (1985)
- Sacred Site (1986)
- Baraka (1992)
- Samsara (2012)
- Journey of Hanuman (2013)